# 도가리촌
도가리촌(戸狩村)은 일본 기후현 도키군에 설치되었던 촌이다. 현재의 미즈나미시의 일부에 해당한다.